# Anthony Schwartz
Anthony Schwartz (né le 5 septembre 2000 à Pembroke Pines) est un athlète américain, spécialiste des épreuves de sprint.

## Biographie
Il est originaire de Plantation.
Le 31 mars 2017, à Gainesville en Floride, Anthony Schwartz établit la meilleure performance cadet de tous les temps sur 100 mètres en établissant le temps de 10 s 15 (+ 2,0 m/s). Le précédent record était détenu depuis 2012 par le Japonais Yoshihide Kiryū en 10 s 19.
Le 2 juin 2018, il porte son record sur 100 m à 10 s 09 (+0.9) à Albuquerque.
Lors des Championnats du monde juniors d'athlétisme 2018 à Tampere, il est battu en finale par l'Indonésien Lalu Muhammad Zohri, bien qu'il détienne le meilleur temps avant la compétition.

## Palmarès
| Date | Compétition                        | Lieu     | Résultat | Epreuve   | Temps   |
| ---- | ---------------------------------- | -------- | -------- | --------- | ------- |
| 2017 | Championnats panaméricains juniors | Trujillo | 1er      | 4 x 100 m | 39 s 33 |
| 2018 | Championnats du monde juniors      | Tampere  | 2e       | 100 m     | 10 s 22 |
| 2018 | Championnats du monde juniors      | Tampere  | 1er      | 4 x 100 m | 38 s 81 |

## Records
| Épreuve | Temps               | Lieu        | Date        |
| ------- | ------------------- | ----------- | ----------- |
| 100 m   | 10 s 09 (+ 0,9 m/s) | Albuquerque | 2 juin 2018 |